# Фергюсон, Джеймс (шотландский астроном)
Джеймс Фе́ргюсон (англ. James Ferguson; 1710—1776) — шотландский астроном и создатель приборов XVIII века.
Фергюсон родился 25 апреля 1710 года в Банфшире у простых людей: его отец, Джон Фергюсон (John Ferguson) работал и арендовал небольшой кусок земли, его мать, Эспет Лоббан (Elspet Lobban) растила их шестерых детей, из которых Джон был вторым. Согласно его автобиографии, он научился читать, слушая, как его отец учит его старшего брата, и благодаря некоей помогшей старой женщине, до того, как отец решил начать учить его. После того, как отец научил его писать, он был в семь лет на три месяца отправлен в школу грамоты в Кейт (Keith). Однажды в девять лет, когда он увидел, как его отец чинит прохудившуюся крышу с помощью рычага, ему удалось не только понять принцип такой работы, но и распространить его на колесо и полуось. Один из соседей показал ему книгу, в которой подтверждались догадки Фергюсона.
В 1720 году Фергюсон начал работать, пас овец до 14 лет. Попутно он занимался созданием механических моделей с помощью токарного станка и перочинного ножа и по ночам изучал звёзды. Его учитель, Джеймс Глашан (James Glashan), был благосклонен к этим занятиям, и зачастую высвобождал у мальчика под них время. В 1728 году истёк срок договора с Глашаном, и Фергюсон стал учиться в доме Томаса Гранта (Thomas Grant). В 1730 году, после отъезда Гранта, Фергюсон вернулся домой. В этот период он создал глобус и деревянные часы.
В 1734 году Фергюсон переехал в Эдинбург, где занялся портретной миниатюрой, далее он переехал в Инвернесс, и в 1743 году — в Лондон, где дожил до конца жизни. В ноябре 1763 года он вступил в Лондонское королевское общество, разрабатывал астрономические и механические модели, с 1748 года — читал лекции по экспериментальной философии. В последние годы жизни он получал пенсию в 50 фунтов стерлингов. Умер он 17 ноября 1776 года и был похоронен во дворе церкви девы Марии.
Предполагается, что Джеймс Фергюсон был изображён на картине «Философ, объясняющий модель Солнечной системы» Джозефа Райта (в то же время биограф Райта, Бенедикт Николсон, утверждал в 1968 году, что моделью для преподавателя был Джон Уайтхёрст, в то время как другой комментатор указывает на сходство фигуры с «портретом Исаака Ньютона кисти Годфри Кнеллера»).
В список важнейших публикаций Фергюсона входят:
- Astronomical Tables (1763),
- Lectures on Select Subjects (первая редакция, 1761, с правками сэра Дэвида Брюстера — в 1805 году),
- Astronomy explained upon Sir Isaac Newton's Principles (1756, с правками сэра Дэвида Брюстера — в 1811 году),
- Select Mechanical Exercises, with a Short Account of the Life of the Author, written by himself (1773).